# Jörg Berres
Jörg Berres (* 2. September 1958 in Wittlich) ist ein deutscher Beamter. Er war von 2017 bis 2024 Präsident des Rechnungshofes Rheinland-Pfalz.

## Leben
Berres wuchs in Bad Bertrich auf und studierte von 1978 bis 1981 Elektro- und Nachrichtentechnik an der Fachhochschule Koblenz. Nach dem Studium arbeitete er von 1981 bis 1983 und während des sich anschließenden zweiten Studiums zunächst als Diplom-Ingenieur mehrfach im Bereich der Qualitätssicherung für das IT- und Beratungsunternehmen IBM in Mainz. Er trat nach seinem zweiten Studium mit wirtschaftswissenschaftlicher Richtung und den Schwerpunkten Volkswirtschaftslehre, Finanzwissenschaft, Recht, Sozialpolitik und Soziologie an der Universität Erlangen-Nürnberg als Diplom-Sozialwirt in das damalige Ministerium für Wirtschaft und Verkehr des Landes Rheinland-Pfalz ein.
Im Ministerium beschäftigte er sich bis 1995 als Referatsleiter für Konversionsfragen schwerpunktmäßig mit der zivilen Anschlussnutzung militärischer Liegenschaften, unter anderem die Konversionsvorhaben Flughafen Hahn, Zweibrücken, Sembach und Föhren-Hetzerath. Anschließend wechselte er als kaufmännischer sowie technischer Geschäftsführer zum Flughafen Hahn. Drei Jahre nach der Privatisierung des Flughafens kehrte er 2001 in den Dienst des Landes Rheinland-Pfalz zurück und war im Amt eines Ministerialrates der Koordinator des Landes für die Verlegung der US-Streitkräfte von Rhein-Main Air Base auf die US-Flugplätze Ramstein und Spangdahlem.
Zum 1. Juli 2003 stieg er zum Präsident des rheinland-pfälzischen Statistischen Landesamtes in Bad Ems auf und übernahm zugleich die Landeswahlleitung. Am 1. Juli 2017 übernahm er das Amt des Präsidenten des Rechnungshofes von Rheinland-Pfalz. Zudem wurde er zum Landesbeauftragten für Wirtschaftlichkeit in der Verwaltung berufen. Er folgte auf Rechnungshofpräsident Klaus P. Behnke, welcher zuvor in den Ruhestand eingetreten war. Mit Ablauf des 31. Oktober 2024 trat Berres in den Ruhestand ein.